# 芸能界かがく部
『芸能界かがく部』（げいのうかいかがくぶ）は、テレビ朝日系で2008年に放送された特別番組。
難しい最先端科学をわかりやすく解説する科学ニュース番組で、「芸能界宇宙部」からリニューアルされた。

## 放送日
（不定期）
- 2008年7月4日
- 2008年12月29日

## 出演者
部長
- 田村淳（ロンドンブーツ1号2号）

顧問
- 松井孝典（東京大学教授　地球惑星物理学）

部員
- 劇団ひとり
- 柴田英嗣（アンタッチャブル）
- カンニング竹山

## スタッフ
- ナレーター：松井康真（テレビ朝日アナウンサー）
- 構成：都築浩、そーたに、安部裕之
- ブレーン：斉藤勝司
- TD：関口光男
- カメラ：石黒康一
- VE：五味美由紀
- 音声：高橋英史
- 照明：湊健太郎
- デザイン：池上隆
- 美術進行：入江大介
- 大道具：西村訓
- CG：福田隆之
- 編集：皆吉秀美（読売映像）
- MA：小笠原恭司（IMAGICA）
- 音効：幾代学
- TK：滝本優子
- 編成：村上浩一
- 広報：蓮見理奈
- デスク：中川千波
- ディレクター：高野徹
- 演出：土井聡司
- プロデューサー：立川伸太郎、北野和典（C.A.L）
- チーフプロデューサー：藤井智久
- 制作著作：テレビ朝日